# Маріано-Коменсе
Маріано-Коменсе (італ. Mariano Comense) — муніципалітет в Італії, у регіоні Ломбардія, провінція Комо.
Маріано-Коменсе розташоване на відстані близько 500 км на північний захід від Рима, 27 км на північ від Мілана, 16 км на південний схід від Комо.

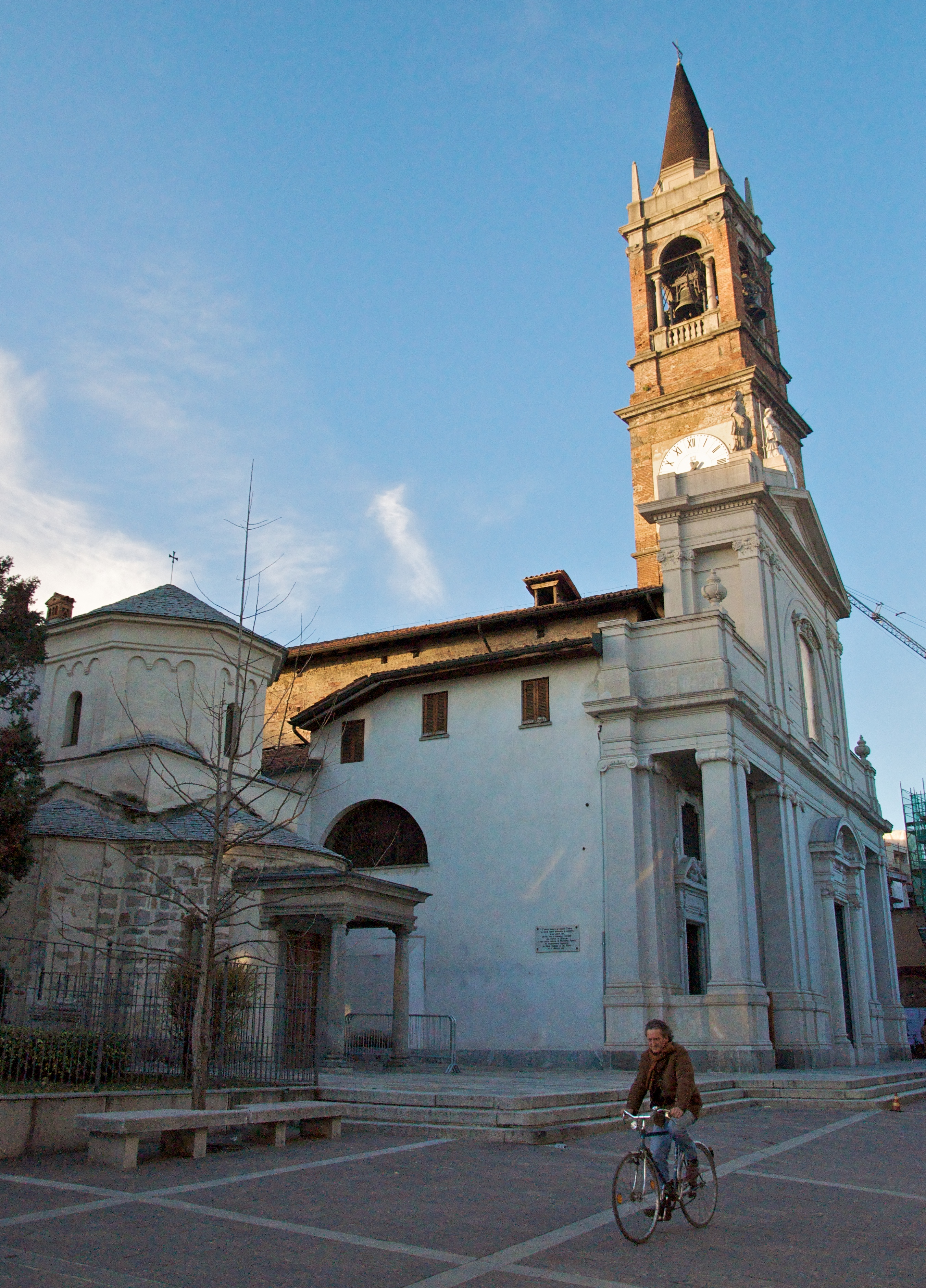

Населення — 24 245 осіб (2014).
Покровитель — святий Степан.

## Демографія
Населення за роками:

Станом на 1 січня 2023 року в муніципалітеті офіційно проживало 2225 іноземців з 82 країн, серед них 468 громадян країн Євросоюзу та 241 громадянин України.

## Сусідні муніципалітети
- Бренна
- Каб'яте
- Канту
- Каруго
- Фіджино-Серенца
- Джуссано
- Лентате-суль-Севезо
- Новедрате
- Сереньо